# Syndicalisme féminin et politique
Le syndicalisme féminin au Sénégal désigne l’engagement des femmes dans les organisations syndicales, visant à défendre et promouvoir leurs droits économiques, sociaux et politiques. Le syndicalisme d'aujourd'hui s'inspire des modèles européens du XIXe siècle. En Afrique, depuis les premières mobilisations de travailleuses à l’époque coloniale jusqu’aux initiatives contemporaines pour une meilleure représentativité, les femmes jouent un rôle central dans l’évolution du paysage syndical. Leur combat dépasse la sphère professionnelle et touche à la parité, la justice sociale et l'engagement citoyen.

## Historique du syndicalisme féminin au Sénégal

### Origines (1940–1970)
Durant la période coloniale, les femmes sénégalaises participaient aux luttes sociales de manière indirecte, notamment en soutenant les grèves et en protestant contre les conditions de vie. Leurs premières formes d’engagement syndical se sont manifestées dans les secteurs du commerce, du textile, de l’hôtellerie ou du service domestique,.

### Montée en visibilité (1980–2000)
Après l’indépendance, les femmes intègrent les centrales syndicales comme la CNTS ou l’UNSAS. Des cellules féminines apparaissent, mais leur influence reste limitée. C’est à cette époque que certaines militantes commencent à porter des revendications spécifiques liées à la condition féminine.

### Reconnaissance progressive (2000–2020)
L’adoption de la loi sur la parité en 2010 pousse plusieurs syndicats à renforcer l’implication des femmes dans leurs instances. Des campagnes de sensibilisation et de formation au leadership féminin sont mises en place.

## Revendications spécifiques des femmes syndiquées
Les femmes militantes revendiquent :
- L’égalité salariale entre les sexes[7],[8],[9];
- La reconnaissance du congé maternité[10] ;
- La protection des travailleuses domestiques et du secteur informel[11] ;
- L’accès aux fonctions de direction dans les structures syndicales[12].

Elles dénoncent également le sexisme institutionnel dans certains syndicats et le manque de mécanismes d’écoute adaptés.

## Femmes syndicalistes et engagement politique
Certaines femmes syndicalistes se sont engagées dans des mouvements citoyens ou ont intégré des fonctions électives. Elles ont participé à des réformes importantes, notamment sur le droit du travail, la parité et la couverture sanitaire des travailleuses informelles. Leur parcours illustre les passerelles entre engagement syndical et implication politique dans les collectivités territoriales,,.

## Actrices notables
Parmi les figures connues du syndicalisme féminin sénégalais :
- Ndèye Awa Diop (UNSAS), active dans la santé publique[16] ;
- Mariama Diallo (CNTS), spécialisée dans la défense des travailleuses domestiques[16] ;
- Fatoumata Sarr, syndicaliste devenue élue locale[16].

## Défis et perspectives

### Défis actuels
- Faible présence dans les comités exécutifs[17] ;
- Manque de formations syndicales genrées[17] ;
- Difficultés à mobiliser les jeunes travailleuses.

### Perspectives
- Développement de réseaux intersyndicaux féminins ;
- Syndicalisation du secteur informel ;
- Plaidoyer pour une meilleure gouvernance interne sensible au genre.